# Ullrich Dießner

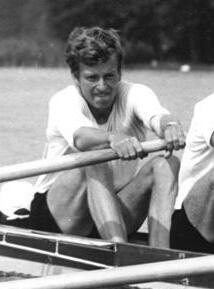
Ullrich Dießner, 1982

Ullrich Dießner (* 27. Dezember 1954 in Meißen) ist ein ehemaliger Ruderer aus der DDR. 1980 wurde er Olympiasieger im Vierer mit Steuermann.

## Leben
Ullrich Dießner ist der jüngere Bruder von Walter Dießner, während Walter Dießner kurz vor Mitternacht geboren wurde, kam Ullrich erst kurz danach zur Welt und hat daher einen anderen Geburtstag als sein Zwillingsbruder. Beide Brüder lernten neben ihrer Ruderkarriere den Beruf des Werkzeugmachers und beide trainierten bei SC Einheit Dresden unter Hans Eckstein.
1972 wurden die beiden Juniorenweltmeister im Zweier ohne Steuermann. 1974 gewannen die Brüder zusammen mit Rüdiger Kunze, Andreas Schulz und Steuermann Wolfgang Groß den Weltmeistertitel in der Erwachsenenklasse im Vierer mit Steuermann. 1975 gewann das Boot in gleicher Besetzung Weltmeisterschaftssilber hinter dem Vierer aus der Sowjetunion. Auch bei den Olympischen Spielen 1976 unterlagen der Dresdner Vierer mit Steuermann dem Boot aus der Sowjetunion, allerdings war nun Johannes Thomas Steuermann für Wolfgang Groß. Nach diesen beiden Silbermedaillen wurde der Vierer umbesetzt, 1977 und 1978 traten die beiden Dießners mit Gottfried Döhn, Dieter Wendisch und Steuermann Andreas Gregor an und gewannen jeweils den Weltmeistertitel. Bis dahin war der Vierer nur mit Ruderern von Einheit Dresden angetreten, für die Saison 1979 rückten auch Ruderer aus Leipzig und Potsdam ins Boot. In der Besetzung Ullrich Dießner, Jens Doberschütz, Walter Dießner, Bernd Schlufter und Steuermann Lutz Werner gewann das Boot erneut den Weltmeistertitel, für die Dießners war es der dritte Titel in Folge und der vierte insgesamt. Bei den Olympischen Spielen 1980 trat der Vierer wieder in der Dresdner Besetzung von 1977 und 1978 an, gemeinsam mit Döhn, Wendisch und Gregor wurden die Dießners in Moskau Olympiasieger, wobei sie im Ziel viereinhalb Sekunden Vorsprung auf das sowjetische Boot hatten.
1981 starteten die Dießners im DDR-Achter, belegten aber bei der Weltmeisterschaft nur den vierten Platz. Ullrich Dießner wechselte deshalb 1982 zurück in den Vierer mit Steuermann, der nun aus Dresdner und Rostocker Ruderern bestand. In der Besetzung Ullrich Dießner, Ulrich Kons, Hans Sennewald, Thomas Greiner und Steuermann Andreas Gregor gewann der Vierer den Weltmeistertitel. Im Jahr darauf bildeten Dießner, Greiner und Gregor einen Zweier mit Steuermann und gewannen in dieser Bootsklasse den Weltmeistertitel. Nachdem der Olympiastart 1984 wegen des Olympiaboykotts der Ostblockstaaten unmöglich wurde, beendete Ullrich Dießner seine Karriere und wurde Assistent seines langjährigen Trainers Hans Eckstein.
Dießner wurde 1976 mit dem Vaterländischen Verdienstorden in Bronze und 1980 in Silber ausgezeichnet.

## Erfolge

### Olympische Spiele
- 1976: Silber Vierer mit Steuermann
- 1980: Gold Vierer mit Steuermann

### Weltmeisterschaften
- 1974: Gold Vierer mit Steuermann
- 1975: Silber Vierer mit Steuermann
- 1977: Gold Vierer mit Steuermann
- 1978: Gold Vierer mit Steuermann
- 1979: Gold Vierer mit Steuermann
- 1982: Gold Vierer mit Steuermann
- 1983: Gold Zweier mit Steuermann